# Імам та індієць
Імам та індієць (англ. The Imam and the Indian) — збірка науково-філософських прозових есе індійського письменника Амітава Гоша. Вийшла 2002 року у видавництві Ravi Dayal Publishers. До збірки ввійшли 8 есе, написаних письменником на основі його дослідженнях Єгипту у 1980-х роках. У творах він порівнює дві цивілізації — Єгипту та Індії, та сучасний вплив Заходу на обидві країни. Він досліджує зв'язки минулого та сучасності, події та спогади, людей, культуру країн, які мають спільну історію.